# Feins
Feins (bretonisch: Finioù; Gallo: Feins) ist eine französische Gemeinde mit 1.066 Einwohnern (Stand: 1. Januar 2022) im Département Ille-et-Vilaine in der Region Bretagne. Sie gehört zum Arrondissement Rennes und zum Kanton Val-Couesnon. Die Einwohner werden Finèsiens genannt.

## Geographie
Die Gemeinde Feins liegt etwa 24 Kilometer nördlich von Rennes. Im Gemeindegebiet liegt der Stausee Étang du Pont au Maequis. Umgeben wird Feins von den Nachbargemeinden Dingé im Westen und Norden, Marcillé-Raoul im Norden, Sens-de-Bretagne im Osten, Andouillé-Neuville im Südosten, Aubigné im Süden sowie Montreuil-sur-Ille im Südwesten und Westen.

## Bevölkerungsentwicklung
| Jahr                       | 1962 | 1968 | 1975 | 1982 | 1990 | 1999 | 2006 | 2017 |
| Einwohner                  | 750  | 659  | 606  | 601  | 658  | 710  | 771  | 977  |
| Quellen: Cassini und INSEE |      |      |      |      |      |      |      |      |

## Sehenswürdigkeiten
- Kirche Saint-Martin aus dem 16. Jahrhundert mit dem Umbauten aus dem 18. und 20. Jahrhundert
- Calvaire aus dem 15. Jahrhundert
- Altes Herrenhaus von Luraigne aus dem 15. Jahrhundert
- Altes Herrenhaus von La Maffay aus dem 15. Jahrhundert mit Kapelle
- Wasserturm

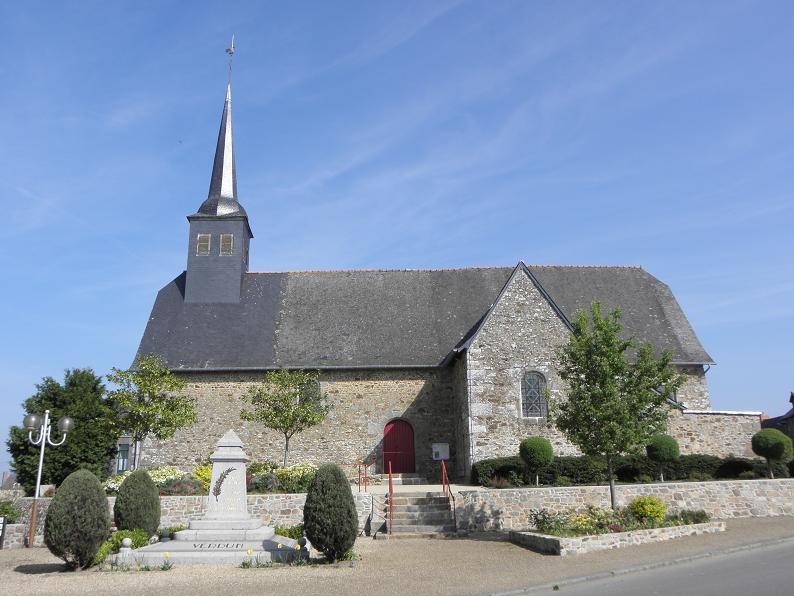
Kirche Saint-Martin
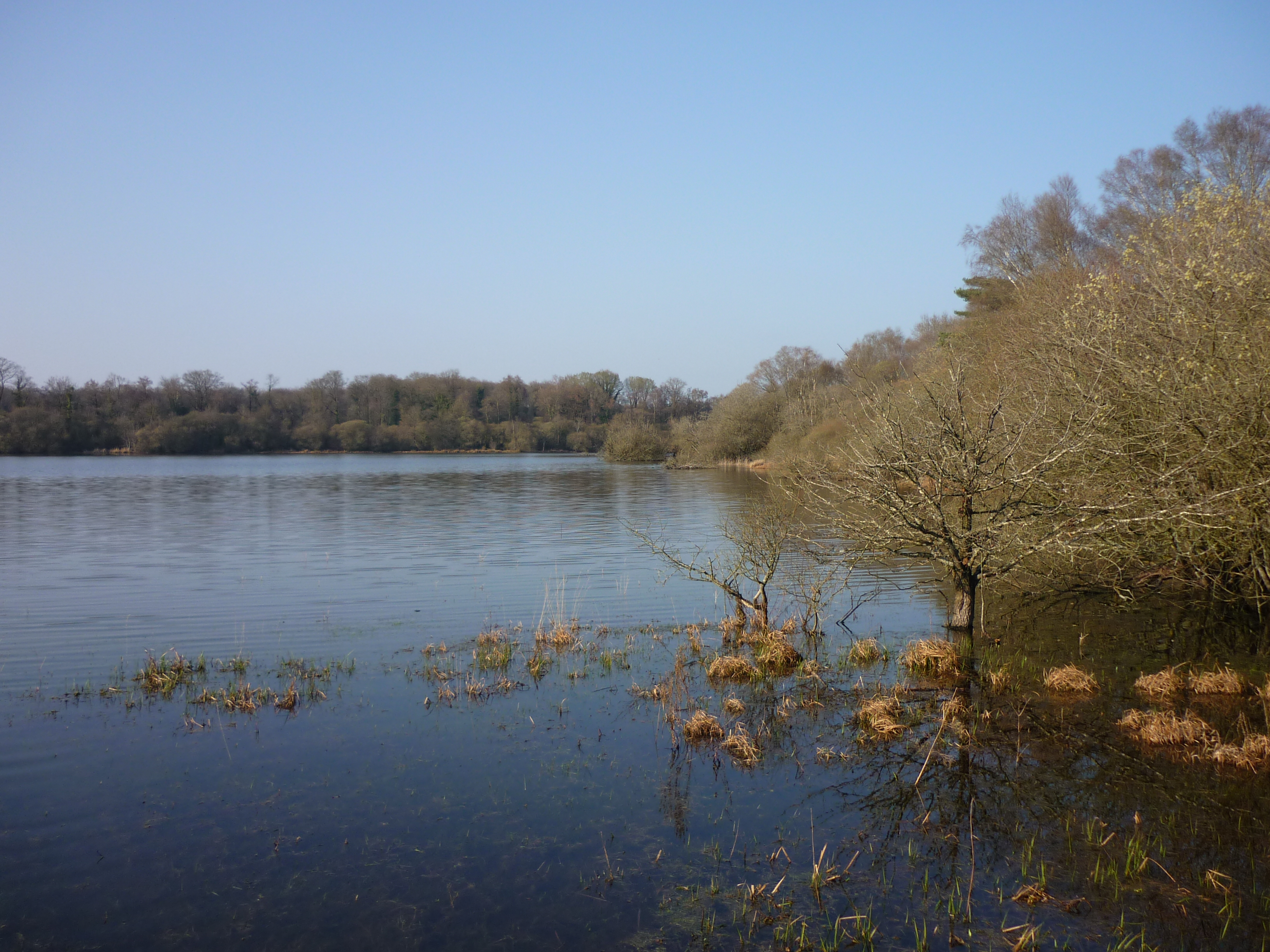
Étang du Pont au Maequis
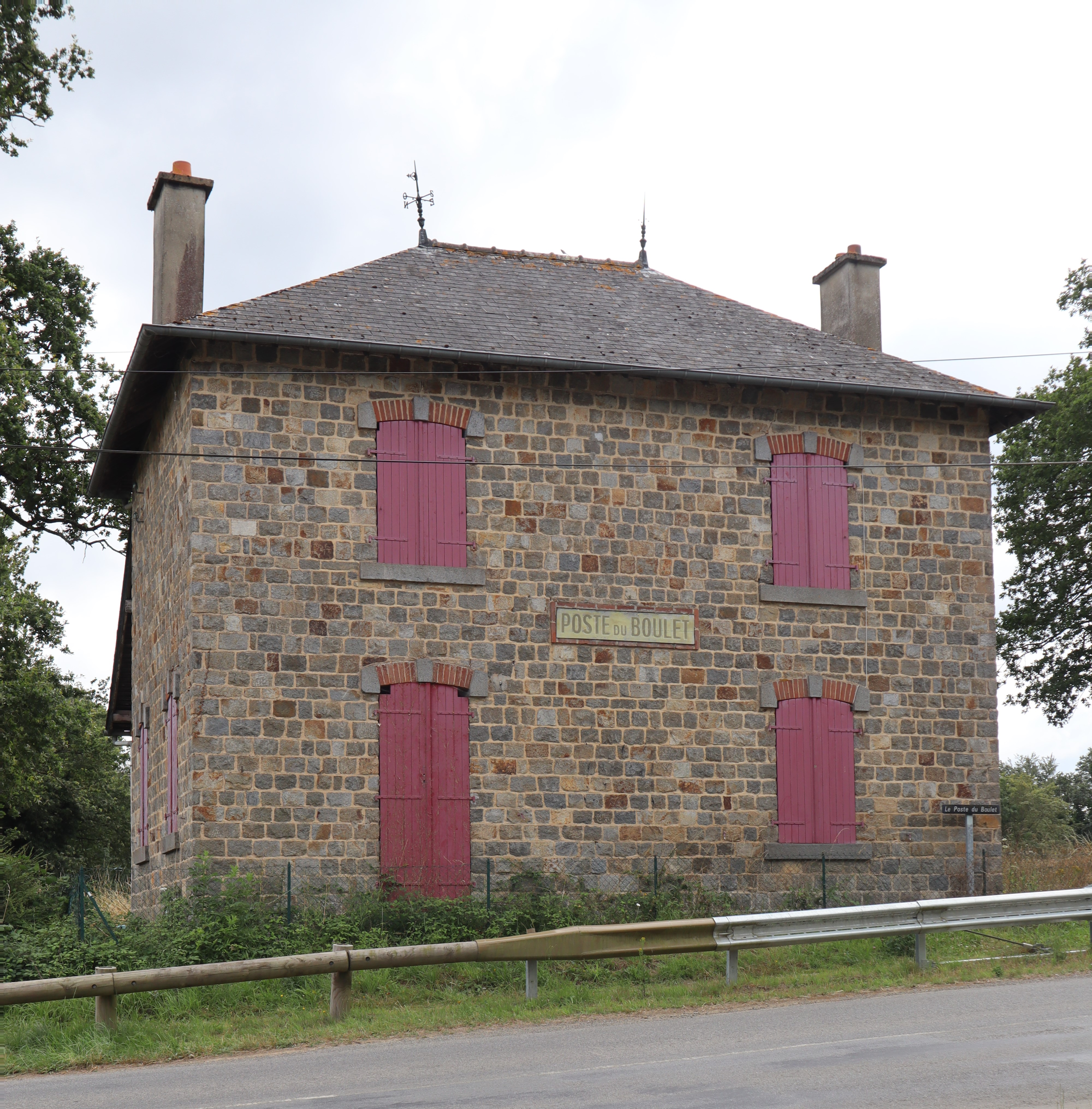
Schleusenwärterhaus

## Gemeindepartnerschaften
Mit der italienischen Gemeinde Mergo in der Provinz Ancona (Region Marken) und der maltesischen Gemeinde Xagħra auf Gozo bestehen Partnerschaften.